# Красавица (деревня)
Красавица — деревня в Кологривском муниципальном округе Костромской области.

## География
Находится в северной части Костромской области на расстоянии приблизительно 5 км на юг-юго-запад по прямой от города Кологрив, административного центра округа на правобережье реки Унжа.

## История
Деревня нанесена на карту 1840 года. В 1872 году здесь было учтено 18 дворов, в 1907 году — 45. До 2018 года входила в состав Суховерковского сельского поселения, с 2018 до 2021 год в Городское поселение город Кологрив до его упразднения.

## Население
Постоянное население составляло 153 человека (1872 год), 266 (1897), 361(1907), 0 в 2002 году, 1 в 2022.